# Định lý Golod–Shafarevich
Trong toán học, định lý Golod–Shafarevich được chứng minh trong 1964 bởi Evgeny Golod và Igor Shafarevich. Định lý này là kết quả trong đại số đồng điều không giao hoán giải bài toán tháp trường lớp, bằng cách chứng minh có một số tháp trường lớp có thể vô hạn.

## Bất đẳng thức
Gọi A = K⟨x1, ..., xn⟩ là đại số tự do trên trường K  trên n = d + 1 biến không giao hoán nhau xi.
Gọi J là ideal 2 phía của A được sinh bởi các phần tử thuần nhất fj của A với bậc dj cùng với
2 ≤ d1 ≤ d2 ≤ ...
trong đó dj tiến đến vô cùng. Tiếp đến, gọi ri là số các dj bằng i.
Đặt B=A/J, là đại số phân bậc. Lấy bj = dim Bj.
Bất đẳng thức nền tảng của Golod và Shafarevich phát biểu rằng
{\displaystyle b_{j}\geq nb_{j-1}-\sum _{i=2}^{j}b_{j-i}r_{i}.}
Hệ quả sau đó:
- B vô hạn chiều nếu ri ≤ d2/4 với mọi i

## Ứng dụng
Kết quả này có một số ứng dụng quan trọng trong lý thuyết nhóm tổ hợp:
- Nếu G là p-nhóm hữu hạn không tầm thường, thì r > d2/4  khi d = dim H1(G,Z/pZ) và r = dim H2(G,Z/pZ) (các nhóm đối đồng điều mod p của G).  Cụ thể hơn, nếu G là p-nhóm hữu hạn với tối thiểu số phần tử sinh d và có r quan hệ trong biểu diễn quan hệ, thì r > d2/4.
- Với mỗi số nguyên tố p, tồn tại nhóm vô hạn G được sinh bởi ba phân tử trong đó mỗi phần tử có cấp là lũy thừa của p.  Nhóm G này là ví dụ phản chứng cho giả thuyết Burnside tổng quát: nó là nhóm xoắn vô hạn và hữu hạn sinh, mặc dù không có cận chia đều trên các cấp của các phần tử của nhóm.

Trong lý thuyết trường lớp, tháp trường lớp của trường số K được tạo bằng cách lần lượt xây dựng tháp theo phương pháp xây dựng trường lớp Hilbert. Bài toán tháp trường lớp hỏi rằng liệu tháp này có luôn hữu hạn?; Hasse (1926) quy bài toán này cho Furtwangler, mặc dù Furtwangler nói ông nghe câu hỏi từ Schreier. Một hệ quả khác của định lý Golod–Shafarevich là các trường xây dựng như thế có thể vô hạn (nói cách khác, luôn không kết thúc thành trường bằng với trường lớp Hilbert của nó).  Cụ thể,
- Gọi K là trường toàn phương ảo có định thức có ít nhất 6 nhân tử nguyên tố.  Khi đó 2-mở rộng tối đại không phân nhánh của K sẽ có bậc vô hạn.

Tổng quát hơn, một trường số với đủ nhân tử nguyên tố trong định thức sẽ có tháp vô hạn trường lớp.